# Motor Showrooms
Die Motor Showrooms Ltd. war ein britischer Automobilhersteller, der 1911–1912 in London ansässig war.
Unter dem Namen MSL (Motor Showrooms London) gab es zwei Modelle, einen 10/14 hp und einen 12/16 hp. Beide Wagen wurden aus Komponenten, die aus Frankreich importiert wurden, zusammengebaut.